# II-A in Berlin
II-A in Berlin (Alternativtitel: Drei Bayern an der Spree/Drei Bayern in Berlin) ist eine deutsche Komödie von Hans Albin aus dem Jahr 1956. Der Film ist die Fortsetzung von IA in Oberbayern.

## Handlung
Bullerjahn ist Generaldirektor in Berlin und besitzt eine Jagd im oberbayerischen Dorf Schlaffenhofen, wo er unter den Bewohnern gute Freunde gefunden hat. Der Generaldirektor und seine langjährige Haushälterin Lotte wollen heiraten. Bullerjahn würde gerne in Schlaffenhofen heiraten. Lotte besteht jedoch auf einer repräsentativen Hochzeit in Berlin und kann sich durchsetzen. Zum Ausgleich darf Bullerjahn drei seiner oberbayerischen Freunde nach Berlin einladen: den Bürgermeister, den Forstgehilfen Martl und den Knecht Michl. Die Begegnung der Landbevölkerung mit der Weltstadt führt zu amüsanten Begebenheiten.

## Produktion
II-A in Berlin wurde im Filmatelier Göttingen gedreht und hatte seine Uraufführung am 30. August 1956 im Grand Palast in Frankfurt am Main. Szenenfotos, Programmhefte und Plakate sind unter Heinz Erhardt Freunde zu sehen.

## Kritik
Das Lexikon des internationalen Films bezeichnete den Film als albernen Schwank voller Peinlichkeiten.